# Новенькое (железнодорожный разъезд, Брянская область)
Новенькое — железнодорожный разъезд в Суземском районе Брянской области в составе Новопогощенского сельского поселения.

## География
Находится в юго-восточной части Брянской области на расстоянии приблизительно 18 км на запад-северо-запад по прямой от районного центра поселка Суземка у железнодорожной линии Суземка-Трубчевск, которая относится к малоиспользуемым.

## История
Появился уже после установления Советской власти. На карте 1941 года уже был отмечен.

## Население
Численность населения: 11 человек (русские 91%) в 2002 году, 8 в 2010.